# El Condado (Huelva)
El Condado es una de las seis comarcas de provincia de Huelva, en Andalucía. Limita al este con la provincia de Sevilla y la provincia de Cádiz, al sur con el Océano Atlántico, al oeste con la Comarca Metropolitana de Huelva y al norte con El Andévalo y la Cuenca Minera.

## Historia
El precedente histórico de esta comarca es el antiguo Condado de Niebla, perteneciente a la Casa de Medina Sidonia, aunque parte de su territorio, situado al nordeste (Escacena del Campo, Paterna, Manzanilla, Chucena), formaba parte de la histórica comarca del Campo de Tejada. Una de sus principales actividades económicas tradicionales es la producción de vinos, amparados bajo la Denominación de Origen Condado de Huelva. La Patrona Principal es Nuestra Señora de Guía, antigua devoción de la comarca y de la Casa Ducal de Medina Sidonia. El patrimonio histórico de El Condado cuenta con interesantes y variados bienes.

## Municipios

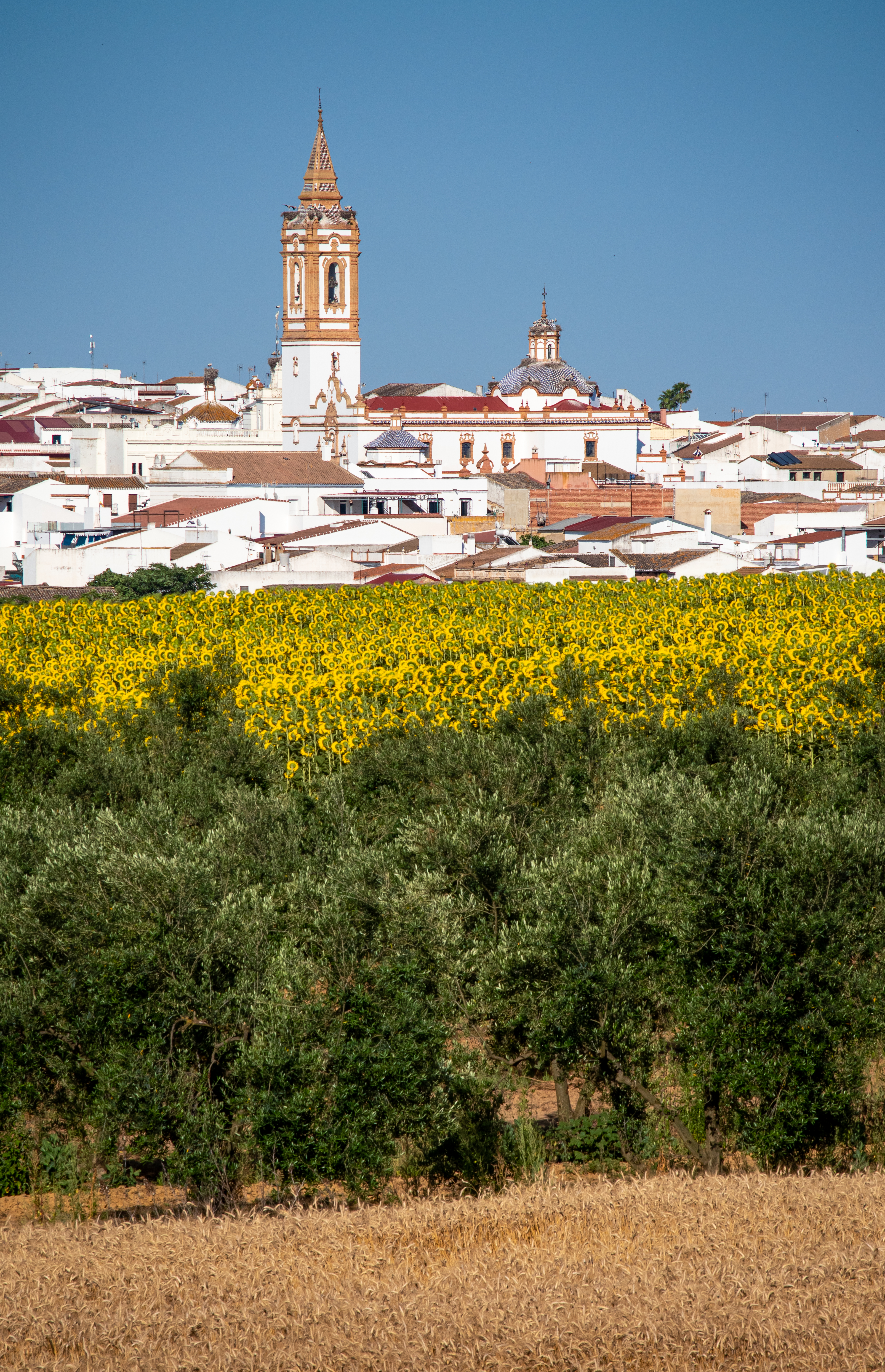
Rociana del Condado.

Está formada por los siguientes municipios:
| Escudo | Municipio                 | Superficie (km2) | Población (2024) | Densidad (hab./km2) |
| ------ | ------------------------- | ---------------- | ---------------- | ------------------- |
|        | Almonte                   | 859,21           | 24 863           | 28,94               |
|        | Beas                      | 144,66           | 4 374            | 30,24               |
|        | Bollullos Par del Condado | 50,0             | 14 359           | 287,18              |
|        | Bonares                   | 66,0             | 6 153            | 93,23               |
|        | Chucena                   | 26,0             | 2 238            | 86,08               |
|        | Escacena del Campo        | 134,90           | 2 318            | 17,18               |
|        | Hinojos                   | 319,88           | 4 056            | 12,68               |
|        | La Palma del Condado      | 61,0             | 10 709           | 175,56              |
|        | Lucena del Puerto         | 69,0             | 3 388            | 49,10               |
|        | Manzanilla                | 40,0             | 2 216            | 55,40               |
|        | Niebla                    | 223,62           | 4 284            | 19,16               |
|        | Paterna del Campo         | 132              | 3 412            | 25,85               |
|        | Rociana del Condado       | 74,0             | 7 985            | 107,91              |
|        | Trigueros                 | 118,30           | 8 110            | 68,55               |
|        | Villalba del Alcor        | 62,50            | 3 302            | 52,83               |
|        | Villarrasa                | 72,0             | 2 128            | 29,56               |
|        | Total                     | 2 453,07         | 101 577          | 41,41               |

## Otras comarcas de la provincia
- El Andévalo
- Comarca Metropolitana de Huelva
- Cuenca Minera
- Costa Occidental
- Sierra de Huelva